# Pingo

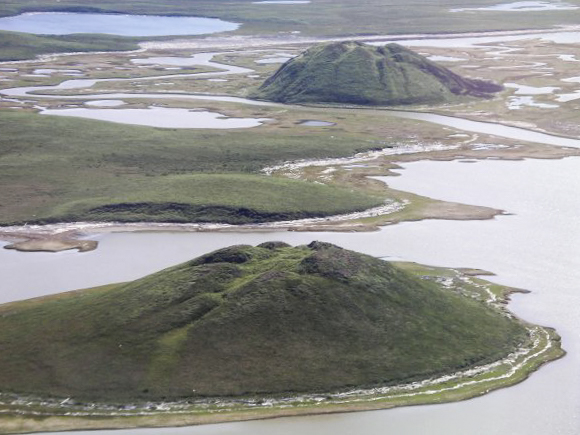
Pingos in der Nähe von Tuktoyaktuk, Northwest Territories, Kanada

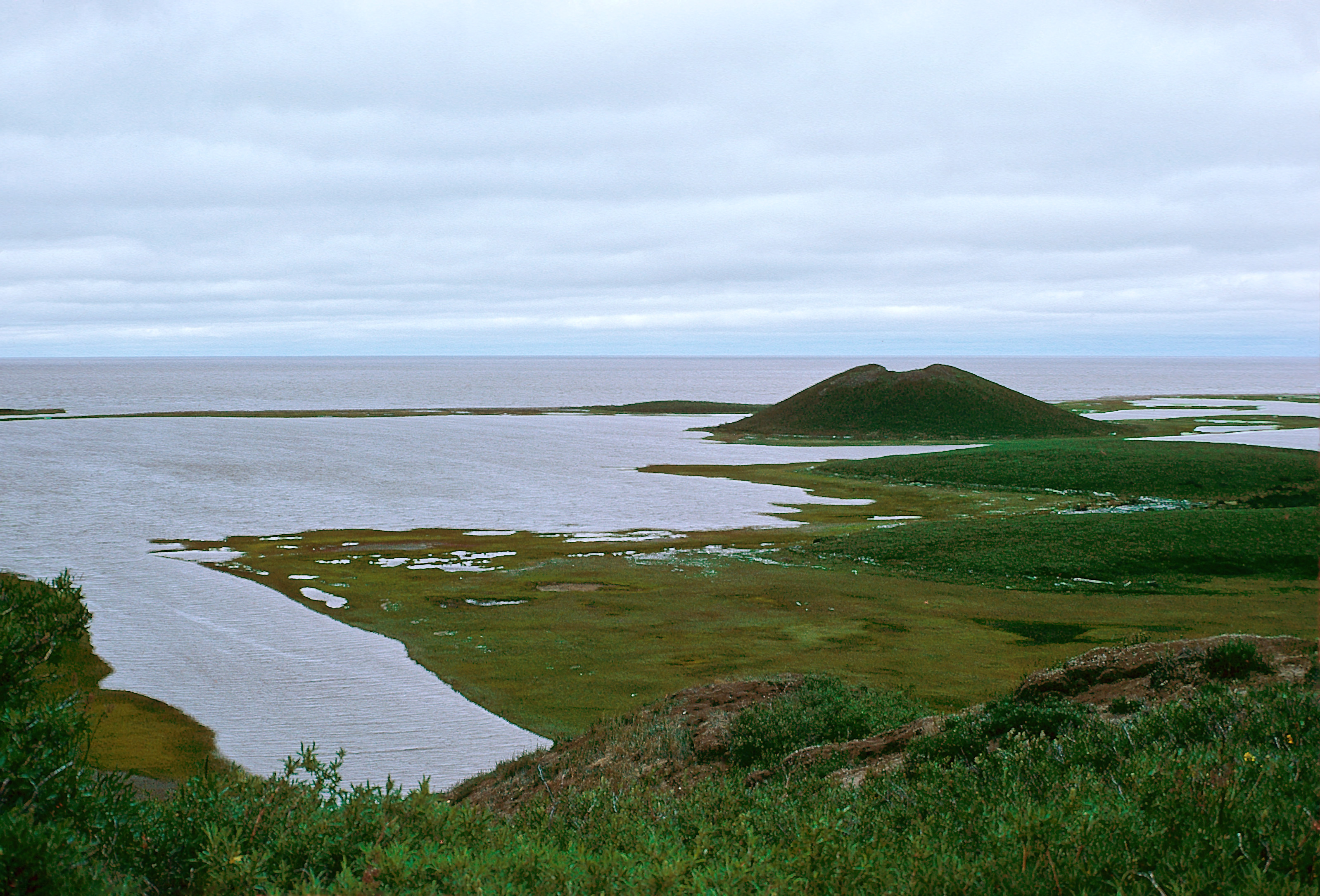
Blick von der Spitze eines Pingos auf einen weiteren Pingo. Ort: Tuktoyaktuk. Im Hintergrund der Arktische Ozean. Aufnahme: Juli 1975

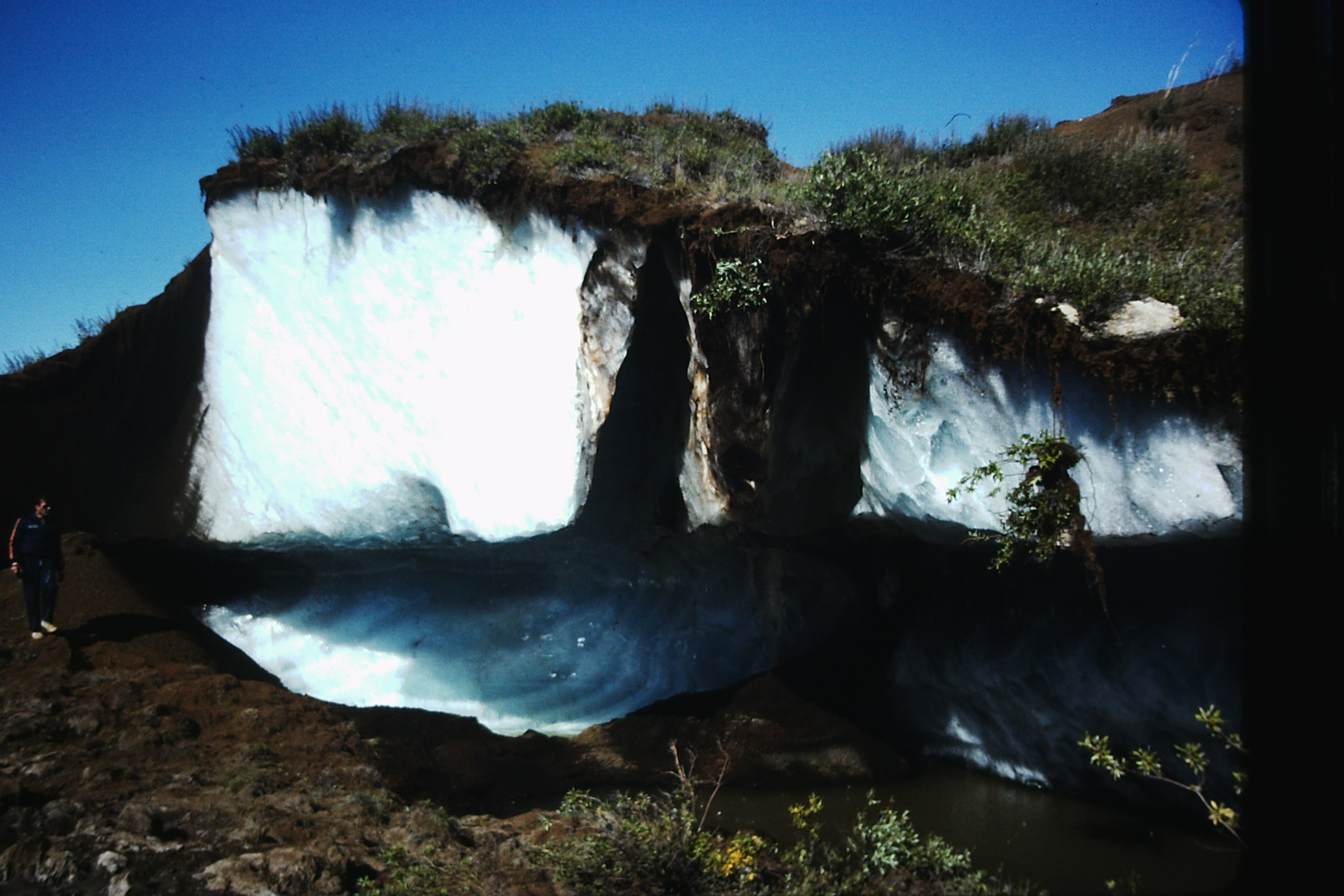
Massives Injektionseis in einem Pingo, Mackenziedelta

Ein Pingo (Plural: Pingos; Inuktitut für Hügel, schwangere Frau) ist ein im Permafrost entstandener Erdhügel. Das Innere des Hügels besteht aus einem Eiskern, aus Injektionseis oder Segregationseis. Pingos haben eine kreisrunde oder ovale Form und können einen Durchmesser bis zu 600 Metern und eine Höhe von bis zu 60 Metern erreichen. Über dem Eiskern befindet sich eine Erdschicht, die mit Vegetation bedeckt ist. Vereinzelt kann der Durchmesser aber auch wesentlich größer sein, wie beim Ibyuk Pingo, dem größten Pingo Kanadas, der an seiner Basis einen Durchmesser von ca. 1000 Metern hat. Beim Abschmelzen des Eiskerns fällt der Pingo in sich zusammen und bildet eine Vertiefung im Boden. Man spricht dann von einem fossilen Pingo (Pingo-Ruine) oder Pingorelikt. In Sibirien sind Pingos unter dem jakutischen Begriff Bulgunnjach (булгуннях) bekannt.

## Fundorte

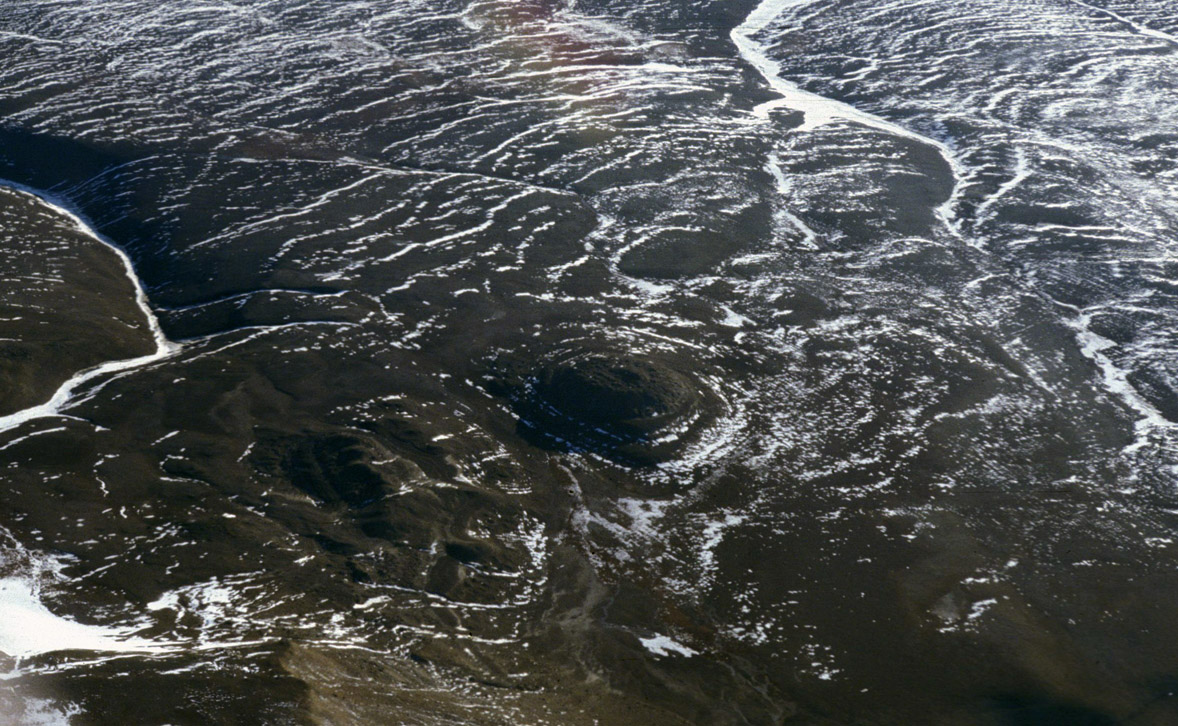
Pingo im östlichen Grönland

Pingos und fossile Pingos (Pingo-Ruinen) sind typische Bodenformen in (ehemaligen) Permafrostgebieten. Sie können weltweit z. B. in der Subantarktis, auf Grönland, in Nordamerika, Nordsibirien, auf Spitzbergen und in Nordskandinavien gefunden werden. In Deutschland und Holland sind aufgrund fehlenden Permafrostes nur noch fossile Pingos erhalten. Die weltweit höchste Dichte an Pingos und fossilen Pingos weist Grönland auf, gefolgt vom Mackenzie-Delta und der Region Yukon in Kanada, der Region Interior Alaska sowie in Mitteleuropa den Regionen Drenthe in den Niederlanden und Ostfriesland in Deutschland.

## Genese

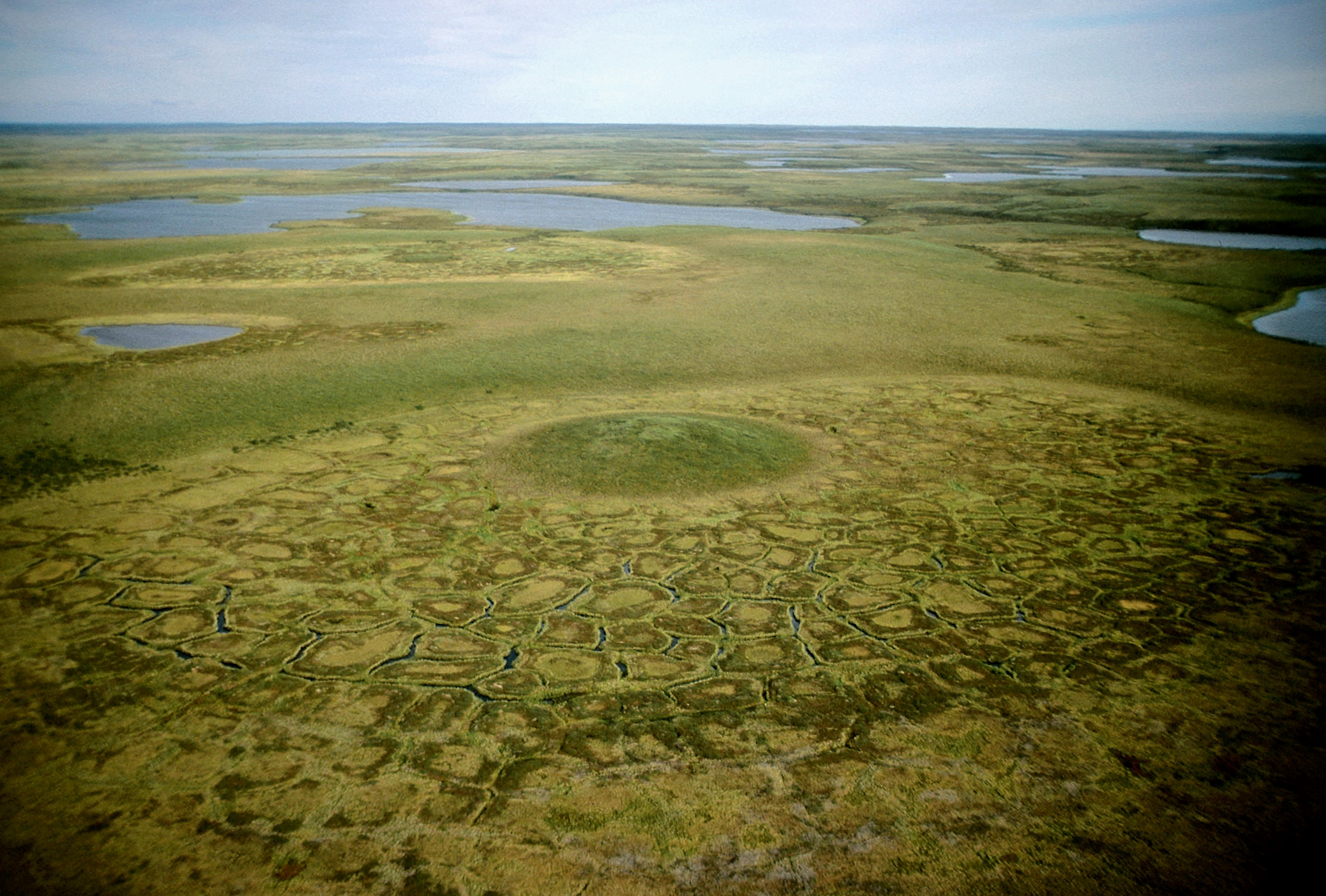
Blick über das seenreiche Mackenziedelta. Im Vordergrund bilden sich Eiskeilpolygone auf dem ehemaligen Seeboden; ein Pingo beginnt zu wachsen.

Grundvoraussetzung für die Entstehung eines Pingos ist das Vorhandensein von Permafrost, einer Wasserquelle, aus der sich der Eiskern des Pingo speisen kann, sowie einem Druckgradienten, der die Versorgung bereitstellt. Zudem muss die sich über dem Eiskern befindliche Erdschicht dick genug sein, um den Eiskern während seines Wachstums zu bedecken. Ist dies nicht der Fall, kann dieser, wenn er offen liegt, durch Sonneneinstrahlung abschmelzen. Auch wenn die Entstehung eines Pingos von verschiedenen Faktoren wie zum Beispiel seinem Wachstum und der Umgebung abhängt, können Pingos in zwei Hauptgruppen unterschieden werden: Pingos des offenen hydraulischen Systems und Pingos des geschlossenen hydrostatischen Systems.

### Pingo des geschlossenen (hydrostatischen) Systems

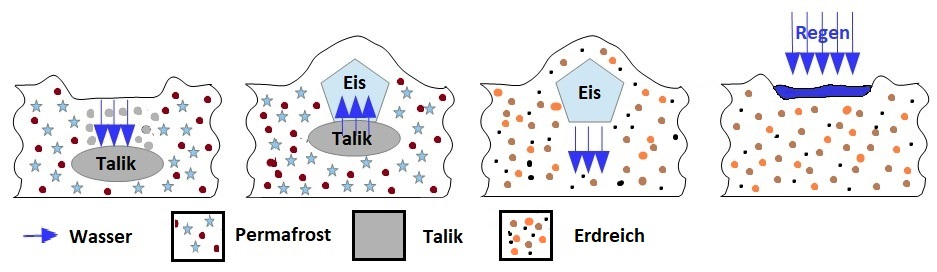
Pingo (Mackenzie-Typ): schematische Darstellung der Entwicklung eines Pingos bis zum fossilen Pingo (Pingo-Ruine)

Diese Pingos entstehen meist unter verlandeten Thermokarstseen. Voraussetzung ist entsprechend starker Permafrost sowie das Vorhandensein eines wasserhaltigen Taliks im Erdreich. Dieser Talik ist von starkem Permafrost umgeben. Da die darüber liegende Permafrostschicht nur dünn ist, beginnt das Wasser nun von oben her zuzufrieren. Dieses entstehende Eis übt in der Folge einen kryostatischen Druck auf das Wasser darunter aus, welches, da es sich nicht nach unten oder zu den Seiten ausdehnen kann, nach oben gepresst wird und so den Eiskern vergrößert (auch als Injektionseis bezeichnet). Ist genug Wasser im Talik vorhanden, kann der massive Eiskern weiter wachsen, so dass er das darüberliegende Erdreich anhebt und sich ein Pingo bildet. Das Pingowachstum stagniert, sobald kein weiteres Wasser vom Eiskern ausgepresst werden kann. Dies ist spätestens dann der Fall, wenn der ehemals ungefrorene Boden wieder komplett durchgefroren ist. Unter gewissen Umständen können sich die Taliks verschiedener Seen auch zu einem Talik verbinden, insbesondere, wenn diese nahe beieinander liegen.
Pingos des geschlossenen Systems findet man überwiegend in flachen Gebieten zum Beispiel in Flussdeltas, in denen ein entsprechendes Angebot an Wasser vorhanden ist, so zum Beispiel im Mackenzie-Delta in Kanada, das nach Grönland die zweithöchste Dichte an Pingos aufweist. Dies ist der Grund, warum Pingos des geschlossenen Systems auch als Pingos des Mackenzie-Typs bezeichnet werden.

### Pingos des offenen (hydraulischen) Systems

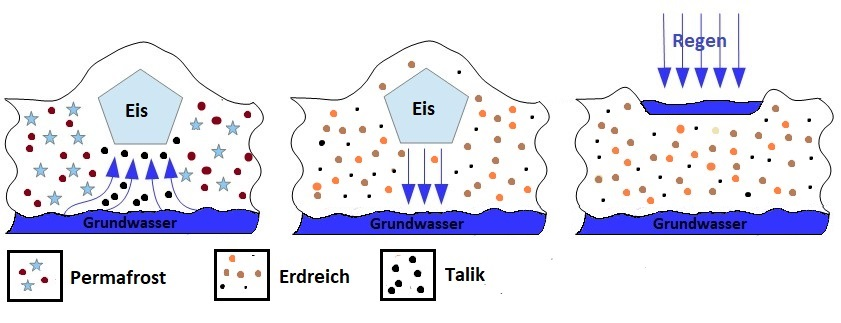
Pingo (Ost-Grönland-Typ): schematische Darstellung der Entwicklung eines Pingos bis zum fossilen Pingo (Pingo-Ruine)

Pingos des offenen Systems wurden erstmals in Ost-Grönland entdeckt. Dies ist der Grund, warum Pingos des offenen Systems auch als Pingos des Ost-Grönland-Typs oder East-Greenland-Typs bezeichnet werden.
Sie speisen sich aus Grundwasser. Voraussetzung für die Bildung ist, dass der Permafrostboden an einer Stelle über dem Grundwasser dünn, nicht vorhanden oder unterbrochen ist. Dabei wird das Grundwasser durch artesischen Druck in die Nähe der Oberfläche gedrückt, wo es friert und einen Eiskern bildet. Der Pingo wächst so lange, wie Wasser durch hydraulischen Anstieg zum Eiskern gelangen kann. Solche Grundwasser durchfluteten Böden mit nur schwachem Permafrost kommen meist an Hängen und am Boden von Tälern sowie in den Übergängen zwischen Hangsedimenten und Talfülllagerstätten vor. Dies ist der Grund, warum Pingos des offenen Systems meist in Gebieten mit unterschiedlichen Höhenprofilen zu finden sind. Obwohl die Pingos unterschiedlich wachsen, bilden sie oftmals, im Gegensatz zu den Pingos des Mackenzie-Typs, gemeinsam mit Pingo-Ruinen kleine Gruppen oder Reihen. Dies kann auf Veränderungen des Grundwassers, das die Pingos speist, zurückgeführt werden. Pingos des Grönlandtyps können auch in flachen Gebieten gefunden werden. Dort erfolgt die Wasserversorgung dann durch Quellen oder zum Beispiel durch Schmelzwasser von Gletschern.

## Entstehung fossiler Pingos (Pingo-Ruinen)

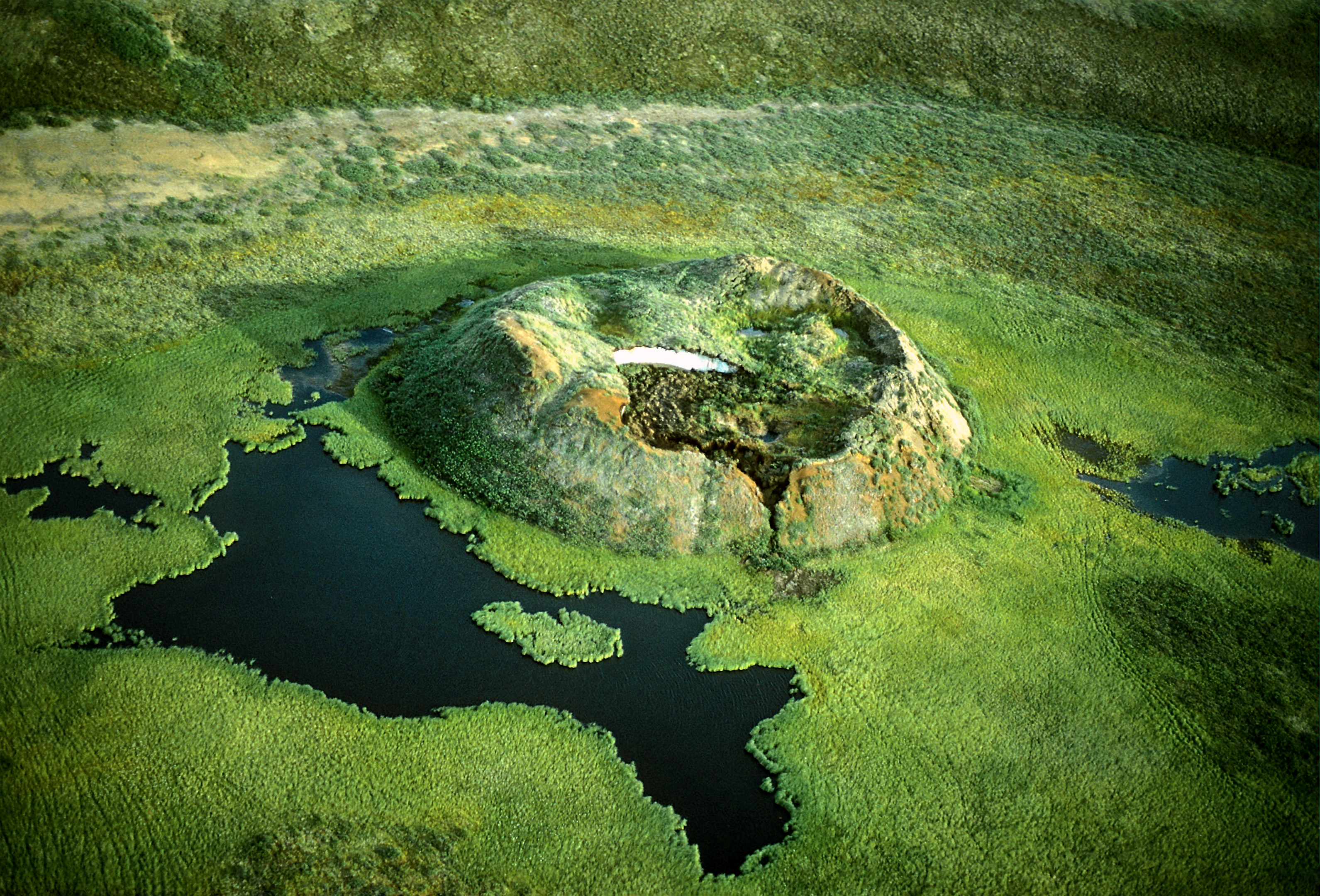
Dieser aufgebrochene Pingo im Mackenziedelta zeigt seinen Eiskern. Die Umrisse des entleerten Sees (Ursache für den Pingo) sind zu erkennen.

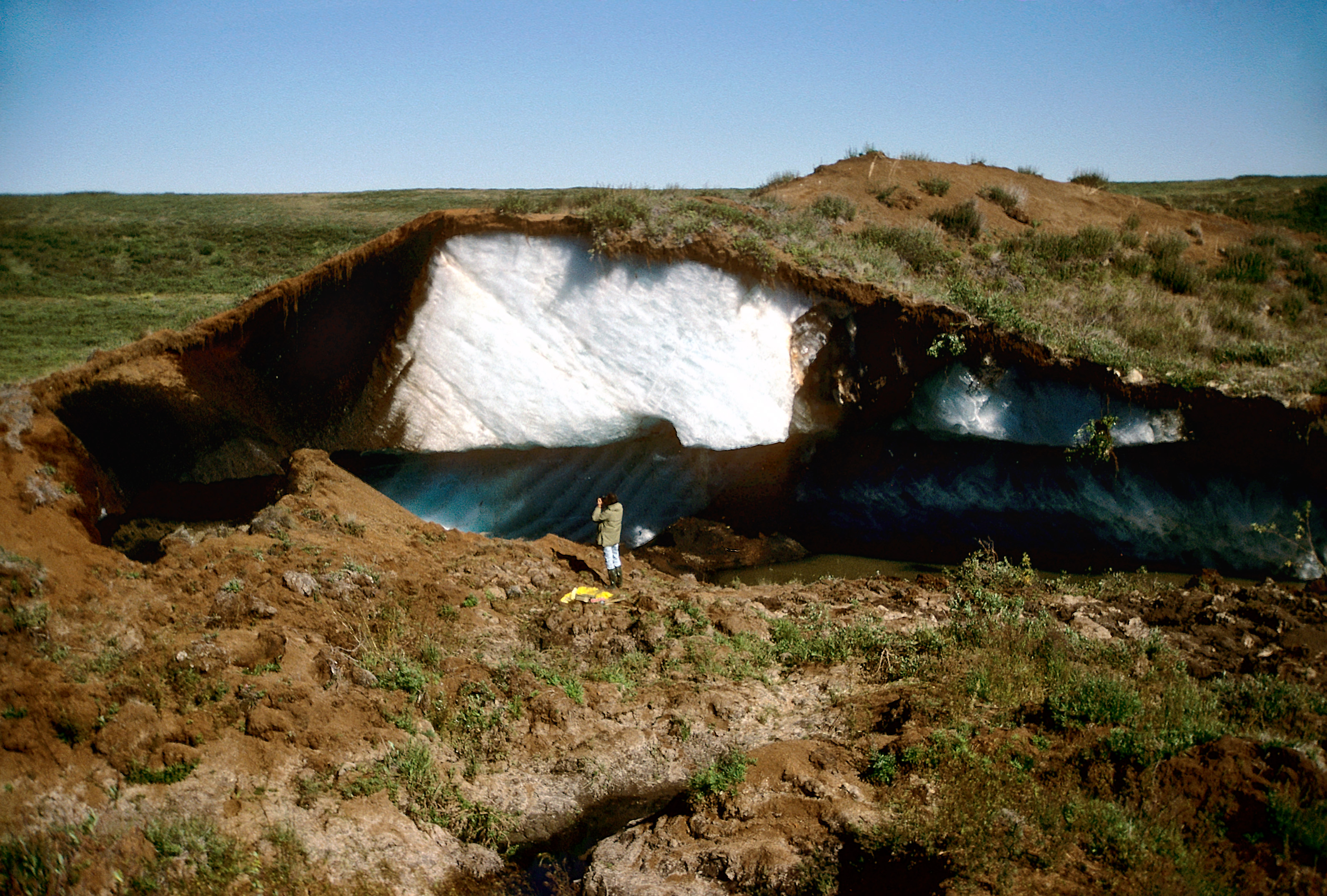
Blick in das Innere eines aufgebrochenen Pingos mit massivem, langsam abschmelzendem Injection-Eis

Grundsätzlich bestehen mehrere Möglichkeiten, die zum Zusammenbruch eines Pingos, gleich welchen Typs, führen können. Dadurch entstehen Pingo-Ruinen. Dabei sind die zwei häufigsten Ursachen:

### Rückgang des Permafrosts
Durch den Rückgang des Permafrostes schmilzt der Eiskern des Pingos langsam ab und der Hügel bricht in sich zusammen und es bildet sich eine Bodensenke. Der Randwall entsteht durch heruntergerutschtes Sedimentmaterial.

### Aufbrechen der Sedimentschicht über dem Eiskern
Der Eiskern wächst durch die stetige Wasserzufuhr immer weiter. Ab einem bestimmten Punkt ist er so mächtig, dass die ihn bedeckende Sedimentschicht aufreißt oder an den Flanken abrutscht. Dadurch ist der Eiskern der Sonneneinstrahlung ausgesetzt und beginnt zu tauen. Auch am Ende dieses Prozesses bleibt eine Bodensenke mit einem Randwall zurück.